# Philiris
Philiris är ett släkte av fjärilar. Philiris ingår i familjen juvelvingar.

## Bildgalleri

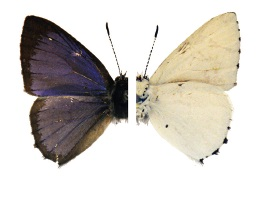
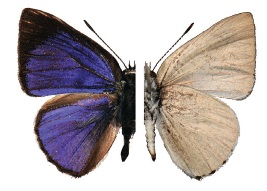
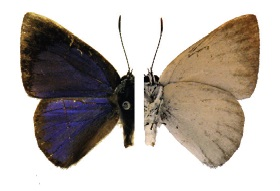
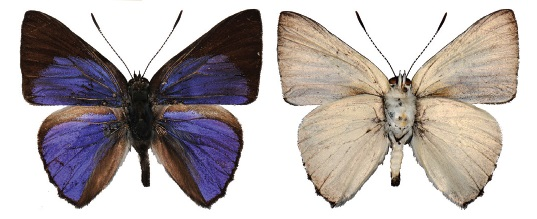
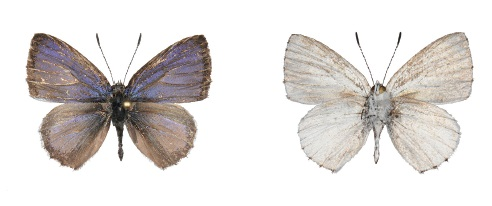
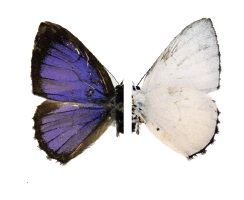

## Dottertaxa tillPhiliris, i alfabetisk ordning[1]
- Philiris aequalis
- Philiris agatha
- Philiris albicostalis
- Philiris albihumerata
- Philiris albiplaga
- Philiris amblypodina
- Philiris angabunga
- Philiris apicalis
- Philiris argenteus
- Philiris ariadne
- Philiris aroa
- Philiris aurelia
- Philiris aurelioides
- Philiris azula
- Philiris bicolorata
- Philiris birou
- Philiris butleri
- Philiris caelestis
- Philiris caerulea
- Philiris cineraceus
- Philiris cyana
- Philiris diana
- Philiris dinawa
- Philiris doreia
- Philiris dubitata
- Philiris elegans
- Philiris ernita
- Philiris evinculis
- Philiris fulgens
- Philiris geluna
- Philiris gisella
- Philiris gloriosa
- Philiris goliathensis
- Philiris grandis
- Philiris griseldis
- Philiris harterti
- Philiris hemileuca
- Philiris hypoxantha
- Philiris ianthina
- Philiris ignobilis
- Philiris ilias
- Philiris innotatus
- Philiris intensa
- Philiris kamerungae
- Philiris kapaura
- Philiris kiriwina
- Philiris kumusiensis
- Philiris kurandae
- Philiris lavendula
- Philiris leucoma
- Philiris lucescens
- Philiris lucina
- Philiris marginata
- Philiris mayri
- Philiris melanacra
- Philiris melanoma
- Philiris misimensis
- Philiris mneia
- Philiris moira
- Philiris moluccana
- Philiris montigena
- Philiris nitens
- Philiris obiana
- Philiris oreas
- Philiris pagwi
- Philiris papuanus
- Philiris parvifascia
- Philiris phengotes
- Philiris philotas
- Philiris philotoides
- Philiris praeclara
- Philiris pratti
- Philiris putih
- Philiris refusa
- Philiris regina
- Philiris remissa
- Philiris restricta
- Philiris riuensis
- Philiris satis
- Philiris septentrionalis
- Philiris siassi
- Philiris sibatanii
- Philiris speirion
- Philiris speirionides
- Philiris subovata
- Philiris tapini
- Philiris theleos
- Philiris titeus
- Philiris tombara
- Philiris unipunctata
- Philiris vicina
- Philiris violetta
- Philiris zadne
- Philiris ziska